# 2010年天津开发区恶意驾车撞人案
2010年天津开发区恶意驾车撞人案，是2010年2月1日上午发生在天津经济技术开发区的一起特大交通事故。天保运业有限公司副调度员张义民在因冲突捅伤同事后驾驶一辆大客车逃逸，并在警方追逐中与路上行人和车辆发生撞击，致9人死亡，11人受伤。最终，张义民遭到逮捕。

## 事件概要

### 肇事者介绍
张义民，男，41岁，出事前为天保运业公司副调度员。一名天保运业司机告诉记者，“平时张义民这个人还是可以的，话不是非常多，有些偏执。” 

### 事件过程
據媒體記載，肇事者妻女先前曾被绑架，报案後无人过问。亦有媒體披露，肇事者女儿一周前遭强奸。另說，案發前夜有男子骂骂咧咧闯入肇事家。
2月1日8时许，身为天保运业有限公司副调度员的张义民和调度员李涛发生争吵、纠纷，发生了血案，用一把匕首将调度员李涛捅伤了。隨後冲了出来，直接上了一辆刚回来的大客车，牌照号为“津AB6398”。驶上天保大道，然后顺着海滨9路通过保税区北门开上黄海路，再后来就是南海路，从第五大街到第十一大街。
事故中，当场造成9死11伤（包含警察和与参与追捕的警车相撞造成的伤亡）。10时左右，警方在开发区北海路与第九大街路口将犯罪嫌疑人张义民抓获。肇事者被围时试图自杀。重伤人员抢救无效在2日死亡，死亡人数达10人。

## 舆论质疑

### 媒体质疑
由于案发后，当局未及时披露有关信息，且事后披露的信息存在疑点遭到媒体的质疑：
- 通报被劫车品牌和疑犯捅伤同事地点有误。 [6]
- 警车撞伤行人，警方追截疑犯方法遭质疑。 [9][10][11]
- 质疑事实被审批。[12]，信息公开有多难[13]
- 凶手作案动机仍是谜[14][15]

### 其他疑點
- 在事实未能查清楚之前，政府是否可以在通稿中称肇事者为“恶意”撞人，如果是被围堵的时候撞人是否算恶意？政府是否涉嫌未审先判？[來源請求]
- “张义民驾车在保税区及开发区的街道上行驶了2个多小时”， [13]“在张义民从公司门口驾车撞人，至警方在北海路与第九大街路口将其制服，张共行驶了约8公里的路程。”[16]，平均每小时是4公里，这个速度是无法致人死亡的。[來源請求]
- 从张义民的公司，到冲撞最惨烈的第十一大街，至少有一半路程中，并没有张义民冲撞行人的目击和报道[11]。一位不愿透露姓名的人推测，之所以后来撞了那么多人，很有可能是张在离开公司后，驶上南、北海路前，有人与其通过电话，但又没说好，结果造成情绪的二次激化[10]。

## 相关链接
- sohu专题（页面存档备份，存于）
- 腾讯网专题 （页面存档备份，存于）
- 网易专题 （页面存档备份，存于）